# Khaled Abdul-Wahab
Khaled Abdul-Wahab (n. 1 martie 1911 - d. 4 septembrie 1997, în arabă: خالد عبد الوهاب) a fost un arab din Tunisia, cunoscut pentru faptul că a salvat mai multe familii de evrei de la Holocaust, motiv pentru care i s-a decernat titlul de Drept între popoare.
A fost primul arab care a obținut acest titlu, motiv pentru care a fost numit Schindler al arabilor.